# Musique pour enfants

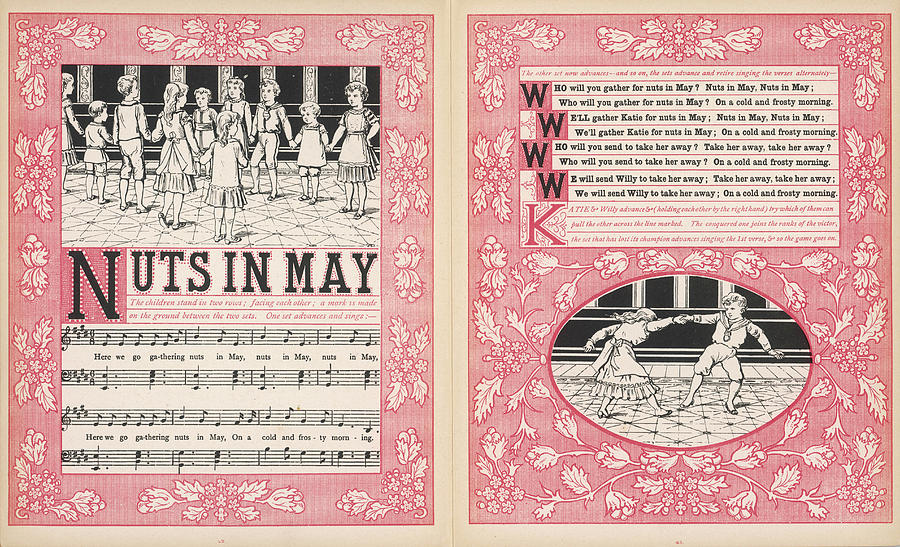
Une musique pour enfants (1886)

La musique pour enfants est un genre musical destiné principalement aux enfants.

## Dans la culture populaire
La musique pour enfants est d'abord connue sous la forme de comptines traditionnelles, créées depuis le XVIIIe siècle et parfois même avant (Sur le pont d'Avignon, Ne pleure pas, Jeannette, Frère Jacques), dont plusieurs se sont transmises et diffusées. La comptine Ah ! vous dirai-je, maman a ainsi été reprise par Mozart, avant d'inspirer d'autres compositeurs.
Certaines comptines ont un refrain récapitulatif ou fonctionnent comme une formulette d'élimination.

## Dans la musique classique
Le monde de l'enfance a inspiré de nombreux compositeurs, qui ont parfois écrit des mélodies destinées aux enfants, ou des œuvres d'écriture savante et d'exécution plus difficile.
Gustav Mahler compose des lieder à partir des chansons de Des Knaben Wunderhorn, Des Knaben Wunderhorn (Mahler) (1892-1898). Gabriel Fauré écrit en l'honneur de sa fille Dolly (1897). Claude Debussy compose Children's Corner (1908) et La Boîte à joujoux (1913), et Maurice Ravel propose Ma mère l'Oye et L'Enfant et les Sortilèges (1925).
Le Carnaval des animaux (1886) de Camille Saint-Saëns, qui n'est pas destiné originellement aux enfants, est devenu une musique proposée au public enfantin. En 1936, Sergueï Prokofiev compose le conte musical Pierre et le Loup à destination des enfants. L'expressivité de la musique et l'emploi différencié des instruments expliquent le succès de la partition. Francis Poulenc à son tour met en musique L'Histoire de Babar, le petit éléphant (1940-1945).
Le compositeur Carl Orff est aussi connu pour sa pédagogie musicale au sein du Orff-Schulwerk que l'on peut traduire comme « atelier scolaire ».
Celui-ci a publié toute une série de recueils de musique intitulé « Musique pour enfants, musica poetica ». Une version Française existe, composée de 12 CD et une vingtaine d'ouvrages qui sont diffusés par  l'association Carl Orff France.
On peut aussi citer le conte musical pour enfants Piccolo, Saxo et Compagnie de Jean Broussolle et André Popp, sorti en 1956, ayant fait l'objet de plusieurs suites, et adapté au cinéma en 2006.
Plus récemment, en 1973, le compositeur John Rutter a mis en musique cinq textes, poèmes et chansons enfantines au sein des Five Childhood Lyrics, une pièce en cinq mouvements.

## Dans la chanson francophone
Dans les années 1960, des chanteurs se spécialisent en composant et écrivant pour les enfants, comme Henri Dès (Cache-cache) ou Jean Naty-Boyer, suivi dans les années 1970 par le Breton Gérard Delahaye, et par Chantal Goya (Voulez-vous danser grand-mère ?) qui rencontre un grand succès public. Succès qui peut s'expliquer par le fait que les enfants des années 70, et des années 80 sont ceux des enfants du Baby-Boom, enfants du Baby-Boom devenus adultes au moment de Mai 68, mouvement à la suite duquel les foyers avec les deux parents travaillant ont été de plus en plus nombreux. Cet état de fait a permis une plus grande production de programmes de télévision jeunesse en France, à travers notamment les émissions à succès L'île aux enfants, Les Visiteurs du mercredi ou Récré A2, permettant aux chanteurs pour enfants d'avoir une plus grande visibilité à la télévision française.
Des chanteurs professionnels au public adulte abordent parfois le genre de la musique pour enfants, comme Anne Sylvestre (Fabulettes), Yves Duteil, Carlos qui reprend des chansons de Woody Guthrie, Jofroi, le Québécois Désiré Aerts ou les chanteurs chrétiens Mannick et Jo Akepsimas. En 1979, plusieurs chanteurs participent au conte musical pour enfants Émilie Jolie.
Dans les années 1980, la présentatrice Dorothée rencontre à son tour un grand succès, en s'adressant à un public d'enfants un peu plus âgés (Hou ! La menteuse). L'association Enfance et Musique, fondée en 1981, enregistre des albums et de livres-disques à partir de 1987, révélant Agnès Chaumié, Hélène Bohy, et Olivier Caillard, influencé par le jazz (Les P'tits Loups du jazz). D'autres chanteurs isolés se lancent, comme les Belges Christian Merveille, Gibus, André Borbé, Thibault, Raphy Rafaël et le groupe Mamemo, la Québécoise Carmen Campagne, Pierre Chêne, Jacques Poustis ou Marc Pinget et le groupe Bouskidou.
En Belgique, les chanteurs pour enfants se sont associés au sein d'Autre chose pour rêver afin de mieux défendre leur travail. Au Québec, la jeune Nathalie Simard est lancée par la série télévisée Le Village de Nathalie.
Dans les années 1990, quelques chanteurs se révèlent, tels que Bruno Coupé, aux spectacles influencés par le rock, ou le groupe néerlandophone K3.
En 2006 est créé le conte musical Le Soldat rose. Le chanteur Guillaume Aldebert sort en 2008 l'album Enfantillages consacré aux enfants, avec la collaboration de plusieurs autres chanteurs. On notera également Gilles Diss auteur de nombreuses chansons qui intègrent aujourd'hui le répertoire scolaire contemporain, ou Jean René.

## Au cinéma
Dès 1928, les productions des studios Disney sont accompagnées de chansons à succès comme Steamboat Willie ou Les Trois Petits Cochons (1933) avec Qui a peur du grand méchant loup ?. Le succès se poursuit avec les longs métrages, Blanche-Neige et les Sept Nains (1937, Sifflez en travaillant, Un jour mon prince viendra), Cendrillon, Mary Poppins ou Le Livre de la jungle (1967), mais les chansons qui ont le plus grand succès apparaissent ensuite dans La Petite Sirène (chanson Sous l'océan, 1989), Aladdin (chanson Ce rêve bleu, 1992) et Le Roi lion (chanson Hakuna matata, 1994).
Au Japon, la chanson du générique de Mon voisin Totoro (1988) de Hayao Miyazaki est devenue très populaire dans les écoles, ainsi que la chanson du film Ponyo sur la falaise (2008) du même réalisateur.

## Labels spécialisés
Des éditeurs de musique se spécialisent dans ce secteur. Ainsi aux États-Unis Peter Pan Records, créé en 1948, est le principal label de musique pour enfants surtout dans les années 1950. Produisant des disques de musiques ou d'histoires, la société propose aussi des disques livres adaptant les aventures de personnages de fiction comme Scooby-Doo, Bugs Bunny, Popeye, etc,.